# Daraina
Daraina is een gemeente in het noorden van Madagaskar in het district Vohemar in de regio Sava. De gemeente ligt aan het onverharde gedeelte van de Route nationale 5a tussen Vohemar en Ambilobe.
Het bewonersaantal wordt geschat op 10.000 (2001), 98% van de bevolking zijn boeren. Er is lager en middelbaar onderwijs beschikbaar in de gemeente. Het belangrijkste gewas is rijst en andere belangrijke producten die geteeld worden zijn bananen, maïs, cassave en zoete aardappels. De dienstverlening zorgt voor 2% van de werkgelegenheid.